# Krásnorůžek lepkavý
Krásnorůžek lepkavý (Calocera viscosa) je houba z řádu kropilkotvaré.

## Popis
Vyznačuje se jasně oranžovými, žlutými nebo občas bíle zbarvenými plodnicemi, které se rozvětvují a mají rosolovitou konzistenci. Dosahovat mohou až výšky 10 cm. 
Větvičky jsou tuhé, pružné, někdy slizké, na konci rozvětvené na 2–4 cípky.
Výtrusy jsou velké 8–12 × 4–5 mikrometru, válcovité, hladké a žlutavé. Výtrusný prach je hnědožlutý.

## Výskyt
Vyskytuje se běžně v jehličnatých lesích na mrtvém dřevu nebo kořenech. Plodnice rostou po celý rok, nejvíce ale na podzim. Přestože není jedovatý, kvůli konzistenci a chuti je nejedlý, občas se používá jako ozdoba k jedlým houbám.